# Мігель Канто
Мігель Анхель Канто Соліс (30 січня 1948) — мексиканський боксер-професіонал, який виступав в найлегшій вазі. Чемпіон світу за версією WBC і Ринг (1975—1979) в найлегшій вазі. Один з найкращих мексиканських боксерів в історії, провів 14 захистів своїх титулів.